# وليام روبرت سميث
وليام روبرت سميث (بالإنجليزية: William Robert Smith) (و. 1863 – 1924 م) هو سياسي، ومحامي، وقاضي من الولايات المتحدة الأمريكية. ولد في تايلر، تكساس.
وهو عضو في الحزب الديمقراطي الأمريكي.
توفي في إل باسو، تكساس.